# Park Jong-woo
Park Jong-woo ((박종우?, 朴鍾佑?); Seongnam, 10 marzo 1989) è un calciatore sudcoreano, centrocampista del Nongbua Pitchaya.

## Carriera

### Club
Dopo aver giocato in patria per alcuni anni dal gennaio 2014 all'agosto 2015 gioca nella prima divisione cinese; in seguito si trasferisce negli Emirati Arabi Uniti all'Al Jazira.

### Nazionale
Il 16 ottobre 2012 esordisce in nazionale nella partita persa per 1-0 contro l'Iran e valida per le Qualificazioni ai Mondiali del 2014; ha partecipato ai Giochi Olimpici del 2012 ed ai Mondiali del 2014.

## Palmarès

### Club

#### Competizioni nazionali
- Coppa del Presidente degli Emirati Arabi Uniti: 1

Al-Jazira: 2015-2016

### Nazionale
- Bronzo olimpico: 1

Londra 2012